# مارسيلو إسبينا
مارسيلو إسبينا (بالإسبانية: Marcelo Espina)‏ هو مدرب كرة قدم ولاعب كرة قدم أرجنتيني في مركز الوسط، ولد في 28 أبريل 1967 في بوينس آيرس في الأرجنتين. شارك مع منتخب الأرجنتين لكرة القدم. أما مع النوادي، فقد لعب مع راسينغ سانتاندير وكولو-كولو ونادي أتلانتي ونادي إيرابواتو ونادي لانوس.

## وصلات خارجية
- مارسيلو إسبينا على موقع الاتحاد الدولي (مؤرشف)  (الإنجليزية)
- مارسيلو إسبينا على موقع قاعدة بيانات كرة القدم.إي يو (الإنجليزية)
- مارسيلو إسبينا على موقع ناشيونال فوتبول تيمز (الإنجليزية)
- مارسيلو إسبينا على موقع عالم كرة القدم.نت (الإنجليزية)